# Trissonchulus latus
Trissonchulus latus is een rondwormensoort uit de familie van de Ironidae.